# HSC Suhr Aarau
Maillots
Le HSC Suhr Aarau est un club de handball suisse basé à Suhr.

## Palmarès
Compétitions nationales
- Championnat de Suisse (2) : 1999, 2000

## Personnalités liées au club
- Edin Bašić : joueur de 2003 à 2007
- Tamás Mocsai : joueur de 2002 à 2004
- Goran Perkovac : joueur de 1996 à décembre 2001
- Philippe Schaaf : joueur de décembre 1999 à 2003
- Iwan Ursic : joueur de 1993 à 2002
- Igor Vassiliev : joueur de ? à ?